# 破墨山水
破墨山水（はぼくさんすい）とは破墨の技法（後述）を用いて描かれた山水画のこと。雪舟の「破墨山水図」が著名である。

## 「破墨山水図」

破墨山水図　東京国立博物館　蔵

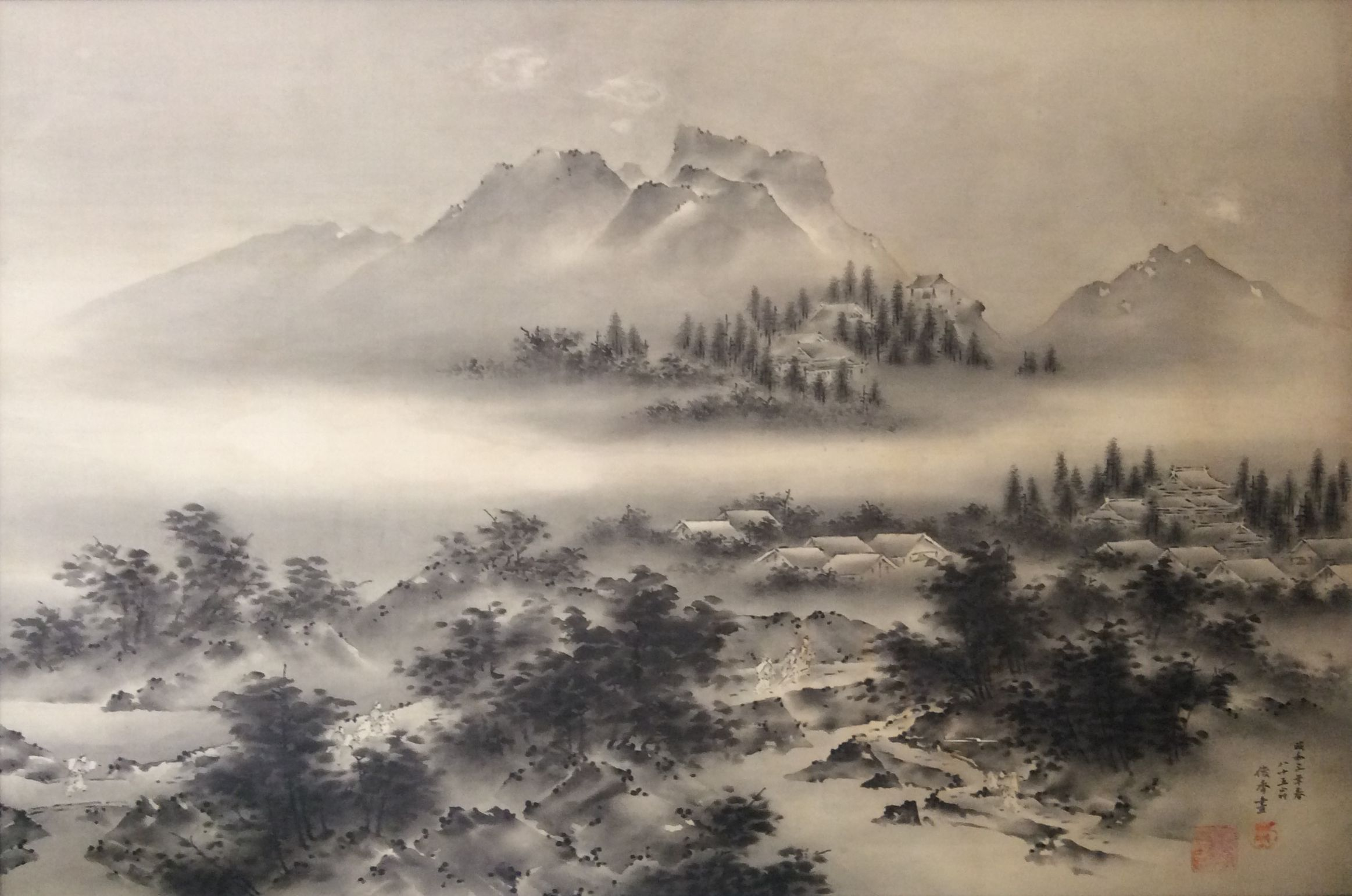
溌墨山水図 杉浦俊香 昭和3年（1928年）作 個人蔵

「破墨山水図」は、雪舟が1495年に制作し、弟子の宗淵に与えた山水画。東京国立博物館に所蔵される。雪舟自身の長文の自題がある。自題の中に「破墨の法」を明で学んだと述べているので、この名があるが、技法的には「溌墨山水」だという意見もある。

## 破墨という技法
「破墨」という用語は唐代後半から使用されてきたが、時代や文脈によって意味が違っている。
現在の水墨画では、「墨点と、墨の濃淡で立体感をあらわすこと」である。「淡墨で要所を描き乾かないうちに濃墨を点じる技法」という解説もある。濃墨が淡墨をはじき、「濃墨が淡墨を破る」（黄公望、写山水訣）効果を生む。水墨画の技法として、元時代以降広く使用されている。輪郭線を中心にした「白描」に対立する技法である。ただ、輪郭線を全く使用せず墨面だけで表現する「溌墨」とは異なる。
「破墨」という用語は、書道においては、墨線と墨線が交差して、墨をはじいたような効果をだす現象に使用される。唐代後半には、「速く鋭い筆法で描く墨点の集合で表現する山水」の意味だったらしい（何恵鑑）。